# Tramitichromis
Tramitichromis es un género pequeño de  peces de la familia de los cíclidos.  Es originario del este de África.
Está representada solo por las siguientes cinco especies:
- Tramitichromis brevis
- Tramitichromis intermedius
- Tramitichromis lituris
- Tramitichromis trilineata
- Tramitichromis variabilis